# 徐志坚
徐志坚（1935年—2022），原名至健，安徽濉溪人，中华人民共和国政治人物。
1960年，毕业于哈尔滨军事工程学院舰船电器设备专业。1988年，升任国家技术监督局局长；同年改任国务院副秘书长。1997年，任国务院参事室主任。2022年9月25日22时57分，徐志坚因病于北京逝世，享年86岁。